# Protonemura tyrrhena
Protonemura tyrrhena är en bäcksländeart som först beskrevs av Enrico Festa 1938.  Protonemura tyrrhena ingår i släktet Protonemura och familjen kryssbäcksländor. Inga underarter finns listade i Catalogue of Life.